# Lisette Nelis-Van Liedekerke
Lisette Nelis-Van Liedekerke (Haaltert, 20 juli 1935) was een Belgisch politica voor de CVP en later voor de VLD/Open Vld.

## Levensloop
Lisette Nelis-Van Liedekerke was assistent-psychologe en zaakvoerster van beroep. Ook werd ze provinciaal en regionaal directeur bij de Christelijke Middenstands- en Burgersvrouwen (CMBV), van 1959 tot 1973 adviseur bij het Instituut voor Voortdurende Vorming van de Middenstand in Brussel en lid van de raad van beheer van de NCMV-afdeling van het arrondissement Aalst.
Ze was lid van de Kamer van volksvertegenwoordigers voor het arrondissement Aalst, van 1987 tot 1995, aanvankelijk voor de CVP en vanaf 1994 voor de VLD. In de periode februari 1988-mei 1995 had ze als gevolg van het toen bestaande dubbelmandaat ook zitting in de Vlaamse Raad. De Vlaamse Raad was vanaf 21 oktober 1980 de opvolger van de Cultuurraad voor de Nederlandse Cultuurgemeenschap, die op 7 december 1971 werd geïnstalleerd, en was de voorloper van het huidige Vlaams Parlement.  
Nadat ze in 1994 was overgestapt naar de VLD, werd ze rechtstreeks verkozen senator van 1995 tot 1999. Ze was tevens tweemaal plaatsvervangend afgevaardigde bij de Raadgevende Interparlementaire Beneluxraad, van 1992 tot 1995 en van 1997 tot 1999.
Van 2004 tot 2009 was ze voorzitter van Open Vld Haaltert. Ze werd dat jaar ook bestuurder van de vzw Pro Lege, de vereniging van gewezen Kamerleden en senatoren.